# Grupo Rodman
Grupo Rodman es la matriz empresarial establecida en el año 2000 que integra a los astilleros Rodman  Polyships y MetalShips & Docks dos de las mayores empresas náuticas y navales de Vigo. También forma parte del grupo la filial portuguesa Rodman Lusitania Los orígenes del grupo se remontan a 1974 y la denominación de "Rodman" proviene del nombre de su fundador, Manuel Rodríguez, colocando a la inversa las primeras letras de su nombre y primer apellido. 

## Historia
El origen del grupo se remonta a 1974, bajo el nombre de Rodman. Tras la reconversión del sector naval durante la década de 1980 en Vigo, en 1986 el empresario Manuel Rodríguez instala su grupo empresarial en las instalaciones del desaparecido Astilleros y Construcciones (ASCON) en Meira (Moaña), y en 1992 se produce la fusión con la empresa Abada dando lugar a Rodman Polyships S.A. En el año 2000 debido a un aumento considerable de la producción en la construcción de nuevos buques, se funda en el barrio de Teis (Vigo), MetalShips & Docks, astillero destinado a la construcción y reparación de barcos de acero y aluminio. Durante los primeros años de actividad de la factoría sus construcciones fueron principalmente buques pesqueros (arrastreros) y catamaranes de pasaje para armadores españoles y noruegos. En el proceso de esta reorganización se establece un único grupo, Grupo Rodman, que llega a facturar en 2008 unos 200 millones de euros y gestiona ambas sociedades Rodman, que se especializa en embarcaciones náuticas convirtiéndose en el mayor fabricante de este tipo de embarcaciones en España, y MetalShips & Docks, dedicada a la construcción naval
En 2015 MetalShips & Docks pasó a formar parte del accionariado la petrolera Sonangol,haciéndose con una participación del 66% del astillero, así como de otras de las empresas pertenecientes al Grupo Rodman, Rodman Lusitania y el Área Logística Quinta de Suevia, ambas localizadas en el municipio portugués de Valença do Minho.
En 2017, Manuel Rodríguez volvió a hacerse con el 100% del control en el Grupo Rodman con la recompra del accionariado vendido años atrás la multinacional China Sonangol. En 2018 y 2019 el Grupo entró en pérdidas con números rojos en sus dos principales filiales.